# 782-es busz
A 782-es jelzésű elővárosi autóbusz Budapest, Széll Kálmán tér és Biatorbágy, autóbusz-forduló, illetve Etyek, autóbusz-forduló között közlekedik. A viszonylatot a MÁV Személyszállítási Zrt. üzemelteti.

## Története
A Volánbusz által 2009 márciusában bevezetett új vonalszámozási rendszer keretében kapta meg a vonal a 782-es számot.
2019. augusztus 10-étől a Széna téri autóbusz-állomás bezárása miatt budapesti végállomása a Széll Kálmán térre és a Budagyöngyéhez került át. 2022 szeptemberétől a Budagyöngyétől induló csonkamenetek budapesti végállomása a Széll Kálmán tér.

## Megállóhelyei
| 782 (Budapest, Széll Kálmán tér – Budakeszi – Páty – Biatorbágy – Etyek, autóbusz-forduló)                                    | 782 (Budapest, Széll Kálmán tér – Budakeszi – Páty – Biatorbágy – Etyek, autóbusz-forduló) | 782 (Budapest, Széll Kálmán tér – Budakeszi – Páty – Biatorbágy – Etyek, autóbusz-forduló) | 782 (Budapest, Széll Kálmán tér – Budakeszi – Páty – Biatorbágy – Etyek, autóbusz-forduló) | 782 (Budapest, Széll Kálmán tér – Budakeszi – Páty – Biatorbágy – Etyek, autóbusz-forduló) | 782 (Budapest, Széll Kálmán tér – Budakeszi – Páty – Biatorbágy – Etyek, autóbusz-forduló)                                                                                                  | 782 (Budapest, Széll Kálmán tér – Budakeszi – Páty – Biatorbágy – Etyek, autóbusz-forduló) | 782 (Budapest, Széll Kálmán tér – Budakeszi – Páty – Biatorbágy – Etyek, autóbusz-forduló) |
| Perc (↓) | Perc (↓)                                                                                   | Megállóhely                                                                                | Perc (↑)                                                                                   | Perc (↑)                                                                                   | Átszállási kapcsolatok |                                                                                            |                                                                                            |
| --- | ------------------------------------------------------------------------------------------ | ------------------------------------------------------------------------------------------ | ------------------------------------------------------------------------------------------ | ------------------------------------------------------------------------------------------ | --- | ------------------------------------------------------------------------------------------ | ------------------------------------------------------------------------------------------ |
| 0 | 0                                                                                          | Budapest, Széll Kálmán tér végállomás                                                      | 62                                                                                         | 63                                                                                         | 5, 16, 16A, 21, 21A, 22, 22A, 39, 91, 102, 116, 128, 129, 139, 140, 140A, 149, 155, 156, 221, 222 4, 6, 17, 56, 56A, 59, 59A, 59B, 61 781, 783, 784, 785, 786, 787, 789, 791, 793, 794, 795 |                                                                                            |                                                                                            |
| 4 | 4                                                                                          | Budapest, Szent János Kórház                                                               | 56                                                                                         | 59                                                                                         | 22, 22A, 91, 128, 129, 155, 156, 222 56, 56A, 59, 59B, 60, 61 781, 783, 784, 785, 786, 787, 789, 791, 793, 794, 795                                                                         |                                                                                            |                                                                                            |
| 7 | 7                                                                                          | Budapest, Budagyöngye                                                                      | 51                                                                                         | 56                                                                                         | 22, 22A, 129, 222, 291 56, 56A, 59B, 61 781, 783, 784, 785, 786, 787, 789, 791, 793, 794, 795                                                                                               |                                                                                            |                                                                                            |
| 9 | 9                                                                                          | Budapest, Kuruclesi út                                                                     | 48                                                                                         | 54                                                                                         | 22, 22A, 222, 291 781, 783, 784, 785, 786, 787, 789, 791, 793, 794, 795 |                                                                                            |                                                                                            |
| 12 | 12                                                                                         | Budapest, Vízművek                                                                         | 45                                                                                         | 52                                                                                         | 22, 22A, 222 781, 783, 784, 785, 786, 787, 789, 791, 793, 794, 795 |                                                                                            |                                                                                            |
| 13 | 13                                                                                         | Budapest, Dénes utca                                                                       | 42                                                                                         | 51                                                                                         | 22, 22A, 222 781, 783, 784, 785, 786, 787, 789, 791, 793, 794, 795 |                                                                                            |                                                                                            |
| Az Irén utca megállóhelyet Budapest felől csak az Etyek, autóbusz-fordulóig közlekedő menet érinti.                           |                                                                                            |                                                                                            |                                                                                            |                                                                                            | |                                                                                            |                                                                                            |
| ∫ | 15                                                                                         | Budapest, Irén utca                                                                        | 40                                                                                         | ∫                                                                                          | 22, 22A, 222 781, 795 |                                                                                            |                                                                                            |
| 16 | 16                                                                                         | Budapest, Szépjuhászné, Gyermekvasút                                                       | 39                                                                                         | 49                                                                                         | 22, 22A, 222 781, 783, 784, 785, 786, 787, 789, 791, 793, 794, 795 Gyermekvasút |                                                                                            |                                                                                            |
| 19 | 19                                                                                         | Budapest, Országos Korányi Intézet                                                         | 37                                                                                         | 47                                                                                         | 22, 22A, 222 781, 783, 784, 785, 786, 787, 789, 791, 793, 794, 795 |                                                                                            |                                                                                            |
| 20 | 20                                                                                         | Budapest, Szanatórium utca (Vadaspark)                                                     | 36                                                                                         | 46                                                                                         | 22, 22A, 188E, 222 781, 783, 784, 785, 786, 787, 789, 791, 793, 794, 795 |                                                                                            |                                                                                            |
| Budapest–Budakeszi közigazgatási határa                                                                                       |                                                                                            |                                                                                            |                                                                                            |                                                                                            | |                                                                                            |                                                                                            |
| 21 | 21                                                                                         | Budakeszi, Erkel Ferenc utca vonalközi induló végállomás                                   | 34                                                                                         | 44                                                                                         | 22, 22A, 188E, 222 781, 783, 784, 785, 786, 787, 789, 791, 793, 794, 795 |                                                                                            |                                                                                            |
| 22 | 22                                                                                         | Budakeszi, Gyógyszertár                                                                    | 33                                                                                         | 43                                                                                         | 22, 22A, 188E, 222 781, 783, 784, 785, 786, 787, 789, 791, 793, 794, 795 |                                                                                            |                                                                                            |
| 23 | 23                                                                                         | Budakeszi, Városháza vonalközi érkező végállomás                                           | 31                                                                                         | 42                                                                                         | 22, 22A, 188, 188E 781, 783, 784, 785, 786, 787, 789, 791 |                                                                                            |                                                                                            |
| 25 | 25                                                                                         | Budakeszi, Dózsa György tér                                                                | 29                                                                                         | 41                                                                                         | 22, 22A, 188, 188E 781, 783, 784, 785, 786, 787, 789, 791 |                                                                                            |                                                                                            |
| 26 | 26                                                                                         | Budakeszi, Fagyártmánytelep                                                                | 26                                                                                         | 39                                                                                         | 781, 783, 784, 785, 786, 787, 789, 791 |                                                                                            |                                                                                            |
| 30 | 30                                                                                         | Budakeszi, Vastagtanya                                                                     | 22                                                                                         | 35                                                                                         | 781, 783, 784, 785, 786, 787, 789, 791 |                                                                                            |                                                                                            |
| Budakeszi–Páty közigazgatási határa                                                                                           |                                                                                            |                                                                                            |                                                                                            |                                                                                            | |                                                                                            |                                                                                            |
| 32 | 32                                                                                         | Páty, Mézeshegy                                                                            | 20                                                                                         | 33                                                                                         | 781, 783, 784, 785, 786, 787, 789, 791 |                                                                                            |                                                                                            |
| 34 | 34                                                                                         | Páty, Somogyi Béla utca                                                                    | 18                                                                                         | 31                                                                                         | 781, 783, 784, 785, 786, 787, 789, 791 KanyarGO (Burgondia utca) |                                                                                            |                                                                                            |
| 36 | 36                                                                                         | Páty, Telki elágazás                                                                       | 15                                                                                         | 29                                                                                         | 778, 781, 783, 784, 785, 786, 787, 789, 791 KanyarGO |                                                                                            |                                                                                            |
| 37 | 37                                                                                         | Páty, Iskola utca                                                                          | 13                                                                                         | 27                                                                                         | 778, 781, 783, 784, 785, 786, 787, 789, 791 KanyarGO |                                                                                            |                                                                                            |
| Páty, Töki utca és Páty, autóbusz-forduló megállóhelyeket csak a Biatorbágy, autóbusz-fordulótól 7:40-kor induló busz érinti. |                                                                                            |                                                                                            |                                                                                            |                                                                                            | |                                                                                            |                                                                                            |
| ∫ | ∫                                                                                          | Páty, autóbusz-forduló vonalközi érkező végállomás                                         | ∫                                                                                          | ∫                                                                                          | 781, 783, 784 |                                                                                            |                                                                                            |
| ∫ | ∫                                                                                          | Páty, Töki utca                                                                            | ∫                                                                                          | ∫                                                                                          | 781, 783, 784 |                                                                                            |                                                                                            |
| 38 | 38                                                                                         | Páty, Rendőrség                                                                            | 11                                                                                         | 26                                                                                         | 778 KanyarGO |                                                                                            |                                                                                            |
| 39 | 39                                                                                         | Páty, Torbágyi út 10.                                                                      | 10                                                                                         | 25                                                                                         | 778 KanyarGO |                                                                                            |                                                                                            |
| 41 | 41                                                                                         | Páty, Torbágyi téglagyár                                                                   | 8                                                                                          | 24                                                                                         | 778 KanyarGO |                                                                                            |                                                                                            |
| Páty–Biatorbágy közigazgatási határa                                                                                          |                                                                                            |                                                                                            |                                                                                            |                                                                                            | |                                                                                            |                                                                                            |
| 43 |                                                                                            | Biatorbágy, Szent László utca                                                              | 5                                                                                          |                                                                                            | 761, 762, 778 Via 1, Via 2 |                                                                                            |                                                                                            |
| 44 | Biatorbágy, Tavasz utca                                                                    | 4                                                                                          | 761, 762, 778 Via 1, Via 2                                                                 |                                                                                            | |                                                                                            |                                                                                            |
| 46 | Biatorbágy, Kinizsi utca                                                                   | 2                                                                                          | 761, 762, 778                                                                              |                                                                                            | |                                                                                            |                                                                                            |
| 48 | Biatorbágy, Fő tér vonalközi induló végállomás                                             | 0                                                                                          | 761, 762, 778                                                                              |                                                                                            | |                                                                                            |                                                                                            |
| | Biatorbágy, Vendel tér                                                                     |                                                                                            | 22                                                                                         | 761, 762 Via 1, Via 2                                                                      | |                                                                                            |                                                                                            |
| Biatorbágy, Vasútállomás | 21                                                                                         | 762, 778 Via 1, Via 2, Via K S10 G10 S12 InterRégió Biatorbágy, Schachermayer: 1253, 1254  |                                                                                            |                                                                                            | |                                                                                            |                                                                                            |
| 43 | Biatorbágy, Vendel tér                                                                     | 19                                                                                         | 761, 762 Via 1, Via 2                                                                      |                                                                                            | |                                                                                            |                                                                                            |
| 44 | Biatorbágy, Völgyhíd                                                                       | 18                                                                                         | 761 Via 1, Via 2                                                                           |                                                                                            | |                                                                                            |                                                                                            |
| 46 | Biatorbágy, Vasút utca                                                                     | 17                                                                                         | 760, 763, 767, 778 Via 1, Via 2                                                            |                                                                                            | |                                                                                            |                                                                                            |
| 50 | 47                                                                                         | Biatorbágy, Kolozsvári utca                                                                | 16                                                                                         | 760, 761, 762, 763, 767, 778 Via 1, Via 2                                                  | |                                                                                            |                                                                                            |
| 52 | 49                                                                                         | Biatorbágy, Orvosi rendelő                                                                 | 14                                                                                         | 760, 761, 762, 763, 767, 778 Via 1, Via 2                                                  | |                                                                                            |                                                                                            |
| 53 | 50                                                                                         | Biatorbágy, Szentháromság tér                                                              | 13                                                                                         | 760, 762, 763, 767, 778 Via 1, Via 2                                                       | |                                                                                            |                                                                                            |
| 54 | 51                                                                                         | Biatorbágy, Kálvin tér                                                                     | 12                                                                                         | 760, 762, 763, 767, 778 Via 1, Via 2, Via P                                                | |                                                                                            |                                                                                            |
| 55 | ∫                                                                                          | Biatorbágy, autóbusz-forduló vonalközi végállomás                                          | ∫                                                                                          | 762 Via P                                                                                  | |                                                                                            |                                                                                            |
| Biatorbágy–Páty közigazgatási határa                                                                                          |                                                                                            |                                                                                            |                                                                                            |                                                                                            | |                                                                                            |                                                                                            |
| | 59                                                                                         | Etyek, Kossuth Lajos utca 65.                                                              |                                                                                            | 4                                                                                          | 760, 763, 767 |                                                                                            |                                                                                            |
| 59 | Etyek, Községháza                                                                          | 3                                                                                          | 760, 763, 767, 8106, 8117                                                                  |                                                                                            | |                                                                                            |                                                                                            |
| 60 | Etyek, Palatinus utca                                                                      | 1                                                                                          | 760, 763, 767, 8106, 8117                                                                  |                                                                                            | |                                                                                            |                                                                                            |
| 61 | Etyek, autóbusz-forduló végállomás                                                         | 0                                                                                          | 760, 763, 767                                                                              |                                                                                            | |                                                                                            |                                                                                            |

Csonkamenetek a viszonylaton
- Budakeszi, Erkel Ferenc utca – Biatorbágy, Fő tér – Biatorbágy, autóbusz-forduló
- Biatorbágy, autóbusz-forduló – Biatorbágy, Fő tér – Páty, autóbusz-forduló
- Biatorbágy, autóbusz-forduló – Biatorbágy, Fő tér – Budakeszi, Városháza